# Христо Грънчаров (политик)
 Тази статия е за политика.  За дееца на ВМОРО вижте Христо Грънчаров.  
Христо Стефанов Грънчаров е български учител и политик.

## Биография
Роден е в Соволяно, Кюстендилско.
В периода 1866 – 1874 г. е учител в Дупница. От 1875 до 1876 г. учителства в Трън, а след това от 1877 до 1878 г. в родното си село. Временното руско управление го назначава за председател на Окръжния съвет на Дупница (1878 – 1879). През 1879 г. е председател на Трънския окръжен съвет.
Между 1880 и 1881 г. е съдия в Кюстендилския окръжен съд. Народен представител в Учредителното събрание „по звание“ като председател на окръжния съвет в Дупница. С либерални убеждения. Народен представител в Първото велико народно събрание от Дупница, във Второто обикновено народно събрание от Царибродска избирателна околия и в Четвъртото обикновено народно събрание от Дупница.
По време на изборите за Трето велико народно събрание на 28 септември 1886 г. в Дупница е убит от озверяла тълпа от политически опоненти.